# Yose
Yose (japanisch 寄席) ist eine in Japan seit dem 18. Jahrhundert gepflegte Form des Sprechtheaters. 

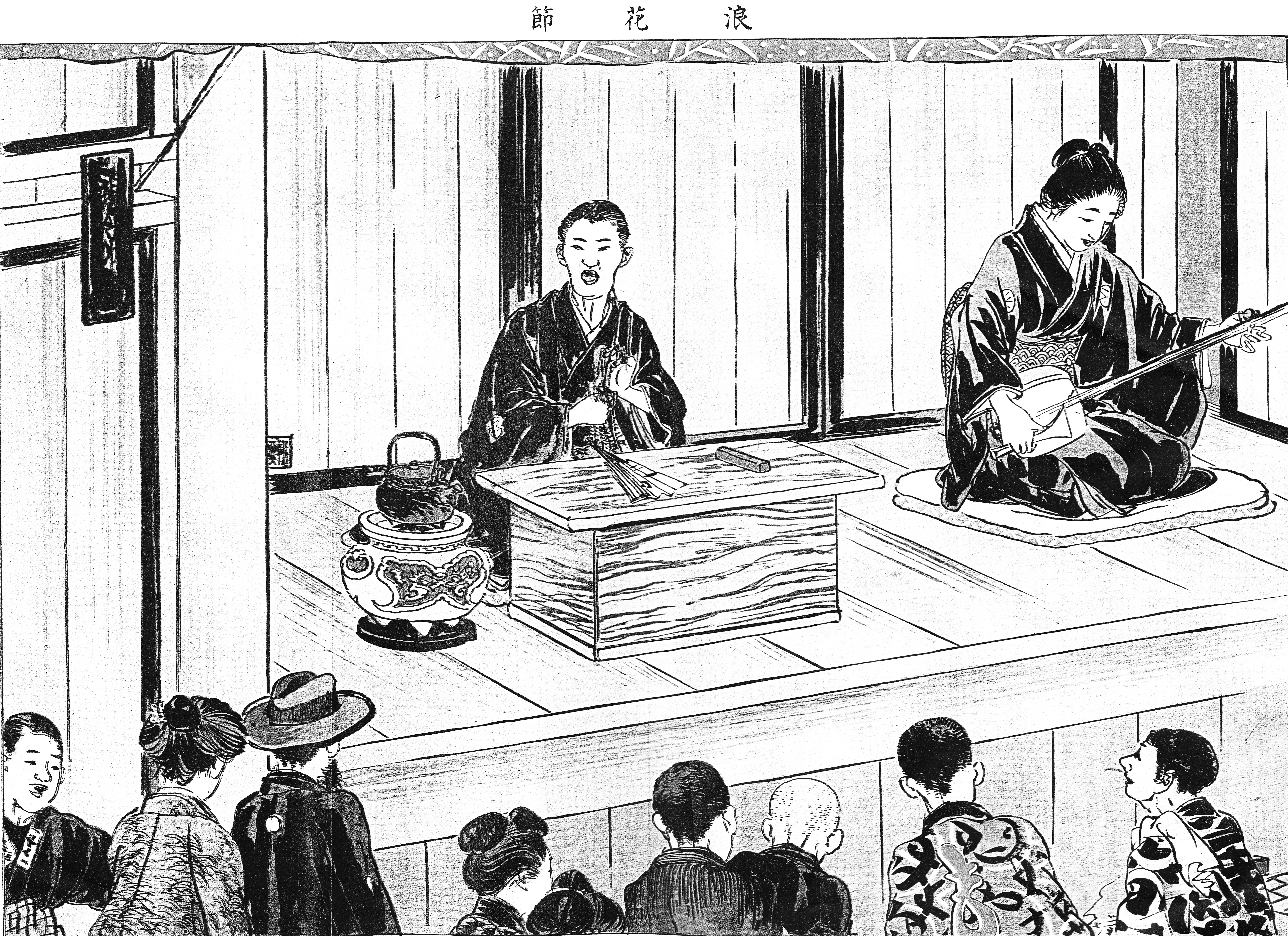
Yose-Theater

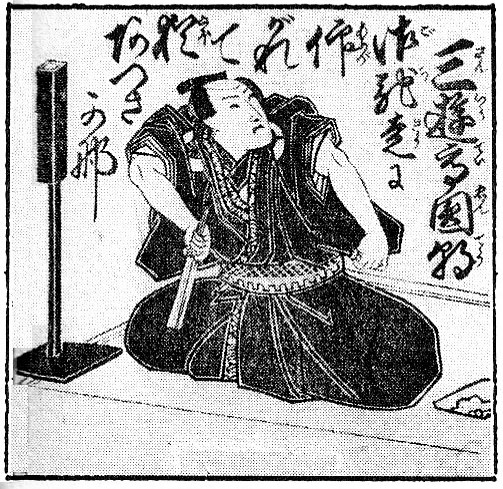
San’yūtei Enchō

Das „Yose“ war in der Edo-Zeit eine im Volk verbreitete Form des Sprechtheaters. Der Begriff ist die verkürzte Form von „Hito yose seki“ (人寄せ席), also etwa „Wo Menschen zusammensitzen“. Gegen Ende der Edo-Zeit gab es einige hundert Theater, etwa eins pro Stadtviertel (町, Chō). Der Eintritt, der „Holztürpfennig“ (木戸銭, Kido-zeni) war gering.
Es existierte eine Reihe von Varianten:
- „Erzählgeschichten“ (講談, Kōdan),
- „Erotische Geschichten“ (人情噺, Ninjō-banashi),
- „Komische Geschichten“ (落語, Rakugo),
- „Zauberkünste“ (手品, Tejina),
- „Schattentheater“ (写し絵, Utsushi-e),
- „Imitation mehrerer Personen“ (八人芸、Hachinin-gei),
- „Gespenstergeschichten“ (怪談, Kaidan),
- „Kunstfertige Geschichten“ (芸屋噺) und anderes mehr.

Die Hauptrichtung waren die „Kōdan“, die Erzählgeschichten. Der Anfang geht auf den Beginn der Edo-Zeit zurück, auf das „Taiheiki-yomi“ (太平記読), das Rezitieren des Taiheiki. Dazu kamen Militärgeschichten wie die „Rachegeschichten“ (仇討物, Adauchi-mono), „Ritterliche Geschichten“ (俠客物, Kyōgaku-mono), „Bürgerlich Geschichten“ (世話物) usw. Als sich diese Vortragsform entwickelte, hieß sie „Kōshaku“ (講釈), etwa „Erläuternde Vorträge“, und war nur an Orten verbreitet, in denen die Bushi (武士), also der japanische Adel, eine Rolle spielten, für den sich das gewöhnliche Volk interessierte. Die Vortragenden, „Hanashi-ka“ (噺家) genannt, entsprachen den Rakugo-Erzählern der Gegenwart.
Ein bekannter Vortragender am Ende der Tokugawa-Zeit bis in die Meiji-Zeit war San’yūtei Enchō (1839–1900), der ein Meister aller Varianten war und den Grundstein zur modernen Aufführungspraxis legte. Er gab seine Vorträge heraus unter dem Titel „Päoninen-Laterne“ (牡丹燈籠, Botan dōrō) und „Shiobara Tasuke“ (塩原多助). Erfolgreich war auch das spätere „Kaidan botan dōrō“ (怪談牡丹燈籠) aus dem Jahr 1884, wobei Enchōs Vorträge stenografisch mitgeschrieben worden waren.
Für die Aufführungen existierten kleine Theaterräume mit typischerweise 200 Plätzen. Die meisten Theater arbeiteten auf einer „Iromonoseki“-(色物席)-Basis, d. h., nach einer Reihe von jüngeren Vortragenden trat der Meister auf. Um 1900 waren noch 70 solcher Theater aktiv, von denen das „Suehiro-tei“ (末廣亭) in Stadtteil Ningyōchō, das „Tachibana-tei“ (立花亭) in Kanda und das „Suzumoto-tei“ (鈴本亭) in Ueno die bekanntesten waren. Sie wurden ab der 1920er Jahre im Radio übertragen, während die meisten Yose-Theater später wegen der des starken Anstiegs der Kino-Konkurrenz schließen mussten. So lebt das Yose heute im Fernsehen und im Radio und in speziellen live-Übertragungen weiter. Weitere Formen sind „Manzai“ (漫才) und „Naniwa-bushi“ (浪花節).